# 914
914 (CMXIV) var ett normalår som började en lördag i den julianska kalendern.

## Händelser

### Mars
- Mars – Sedan Lando har avlidit i februari eller mars väljs Johannes X till påve.

### Okänt datum
- Staden Warwick i England bildas vid floden Avon.
- Vikingar erövrar stora delar av Irland.
- Irlands första stad, Waterford, grundas vid floden Suir.

## Födda
- Min av Senare Tang, kinesisk kejsare.
- Luitgard av Vermandois, hertiginna av Normandie och grevinna av Blois.

## Avlidna
- Februari eller mars – Lando, påve sedan 913.
- Sugandha, regerande drottning av Kashmir mellan 904 och 906.